# Иван Тишански
Иван Кирилов Тишански (роден на 3 март 1952 г.) е бивш български футболист, десен защитник. В кариерата си играе за ЦСКА (София), Сливен, Академик (София), Левски (София), Хасково и в Кипър. В А група има 183 мача и 9 гола.

## Биография
Тишански започва кариерата си в ЦСКА (София) през 1969 г. За два сезона записва 10 мача в А група и 2 в европейския турнир КНК. С „армейците“ става шампион на България през 1970/71. През лятото на 1971 г. е изпратен във втородивизионния Сливен, където за един сезон изиграва 30 мача и бележи 4 гола в Южната Б група.
През 1972 г. Тишански става студент в специалност „Международни икономически отношения“ и облича екипа на Академик (София). Утвърждава се като основен футболист в отбора. За три сезона изиграва 70 мача и бележи един гол в А група. С Академик печели Балканската купа през 1974 г.
През лятото на 1975 г. Тишански е привлечен от Левски (София). Остава в клуба пет сезона, в които записва общо на сметката си 138 мача с 10 гола – 103 мача с 8 гола в А група, 17 мача с 2 гола за националната купа и 18 мача в евротурнирите. С Левски става двукратен шампион на България през 1976/77 и 1978/79, както и трикратен носител на националната купа през 1975/76, 1976/77 и 1978/79. Докато е футболист на Левски Тишански записва 10 участия и за националния отбор между 1976 г. и 1978 г.
През 1980 г. Тишански е привлечен във втородивизионния Хасково от Александър Костов, който тогава е старши треньор на отбора. През сезон 1980/81 е с основна заслуга за 1-вото място на тима в Южната Б група и спечелената промоция за елита. През лятото на 1981 г. заминава да играе в Кипър, където впоследствие слага край на кариерата си.
През 1999 г. Тишански става помощник-треньор в немския Унион (Берлин), като влиза в щаба на Георги Василев. През 2002 г., след напускането на Василев, временно е назначен за старши треньор, а впоследствие отново се завръща на позицията помощник до 2004 г. През 2006 г. е назначен за ръководител на отдел „Детско-юношески футбол“ към БФС.
Дълги години коментира мачовете от германската Бундеслига в ефира на Евроспорт, а от 2021 г. и в Диема Спорт.

## Успехи
ЦСКА (София)
- А група:
  -  Шампион: 1970/71

Академик (София)
- Балканска купа:
  -  Носител: 1974

Левски (София)
- А група:
  -  Шампион (2): 1976/77, 1978/79
- Национална купа:
  -  Носител (3): 1975/76, 1976/77, 1978/79